# U-3515
U-3515 – niemiecki okręt podwodny (U-Boot) typu XXI z okresu II wojny światowej. Okręt wszedł do służby w 1944 roku; po wojnie przejęty przez Wielką Brytanię, później przekazany Związkowi Radzieckiemu.
Jeden z 8 okrętów tego typu, które przetrwały wojnę.
Zamówienie na budowę okrętu zostało złożone w stoczni F. Schichau w Gdańsku. Rozpoczęcie budowy okrętu miało miejsce 27 sierpnia 1944. Wodowanie nastąpiło 4 listopada 1944, wejście do służby 14 grudnia 1944. Jedynym dowódcą był Oblt. Fedor Kuscher.
Okręt odbywał szkolenie w 8. Flotylli, od 1 kwietnia służył w 5. Flotylli jako okręt bojowy. Nie odbył żadnego patrolu bojowego, nie zatopił żadnej jednostki przeciwnika.
Poddany w Horten (Norwegia) w maju 1945, przebazowany 19 maja 1945 do Loch Ryan (Szkocja). Włączony do floty brytyjskiej jako N 30. Przekazany ZSRR, od lutego 1946 do września 1972 służył jako B-27, później BS-28 i UTS-3. Od stycznia 1957 jednostka treningowa. Złomowany w 1973 roku.